# Mediahuis
Mediahuis is een Belgisch mediabedrijf met activiteiten in de Benelux, Duitsland en Ierland. Onderdelen zijn onder meer Mediahuis België, Mediahuis Nederland en Mediahuis NRC. In 2024 telden alle nieuwsmerken van Mediahuis 1,8 miljoen abonnees.

## Activiteiten
In 2024 behaalde Mediahuis een totale omzet van 1,2 miljard euro. Nederland was de belangrijkste markt met een aandeel van 47% in de omzet, gevolgd door België (26%) en Ierland en Noord-Ierland (17%). De rest van de omzet werd behaald in Duitsland en Luxemburg. Het mediabedrijf telt bijna 4500 medewerkers waarvan de helft journalist. In 2024 waren er in Nederland 2065 medewerkers en in België 1192. Er zijn 1,8 miljoen abonnees, waarvan 54% de publicaties digitaal lezen.
Mediahuis is de uitgever van de Vlaamse kranten De Standaard, Het Nieuwsblad, Gazet van Antwerpen, De Gentenaar, Het Belang van Limburg en Metro en de Nederlandse kranten De Limburger, NRC, De Telegraaf, Metro en de dagbladen van Holland Media Combinatie. Mediahuis had in 2017 een marktaandeel van 39,1% op de dagbladenmarkt van Nederland. In Ierland wordt de Irish Independent uitgegeven.
Naast deze kranten baat het bedrijf ook advertentieplatforms uit zoals Zimmo.be, Vroom, Jobat, LimburgVac, Jaap, Speurders, Autovisie e.a. en bezit het de radiozenders Nostalgie en NRJ België (in een joint venture met SBS Belgium).
De hoofdzetel van Mediahuis ligt in Antwerpen, waar ook de redacties van Het Nieuwsblad en Gazet van Antwerpen zijn samengebracht. De redactie van De Standaard opereerde van 1980 tot 2020 vanuit Groot-Bijgaarden. In het najaar van 2020 verhuisde de redactie naar het centrum van Brussel. De redactie van Het Belang van Limburg is gevestigd in Hasselt.

### Resultaten
In de tabel hieronder staat de ontwikkeling van de resultaten vanaf 2014 weergegeven.
| Jaar | Recurrente bedrijfs- opbrengsten | Netto recurrent resultaat vóór amortisatie goodwill | Netto resultaat |
| Jaar | (× € miljoen)                    | (× € miljoen)                                       | (× € miljoen)   |
| ---- | -------------------------------- | --------------------------------------------------- | --------------- |
| 2014 | 285                              | 8                                                   |                 |
| 2015 | 433                              | 25                                                  |                 |
| 2016 | 431                              | 29                                                  |                 |
| 2017 | 642                              | 31                                                  | 14,8            |
| 2018 | 819                              | 37                                                  |                 |
| 2019 | 858                              | 51                                                  |                 |
| 2020 | 991                              | 89                                                  |                 |
| 2021 | 1131                             | 126                                                 |                 |
| 2022 | 1223                             | 116                                                 |                 |
| 2023 | 1231                             | 110                                                 | 69,6            |
| 2024 | 1236                             | 108                                                 | 65,4            |

## Geschiedenis
Het mediabedrijf ontstond in 2013 op initiatief van de mediagroepen Concentra en Corelio. Het voornemen om een joint venture aan te gaan rond hun papieren en digitale uitgeversactiviteiten werd bekendgemaakt op 27 juni 2013. Corelio nam 62% van de aandelen, Concentra de resterende 38%.
Op 1 augustus 2013 werden de plannen aangemeld bij de Belgische Mededingingsautoriteit. Deze overheidsinstantie gaf op 25 oktober 2013 toestemming, waardoor de samenwerking op 1 november 2013 van start kon gaan. Dat gebeurde met 1.121 werknemers, waarvan 624 van Corelio en 497 van Concentra. Een aantal maanden later kwam echter al het bericht dat hiervan 200 mensen ontslagen zouden worden.

### Overnames in Nederland
In februari 2015 werd bekend dat Mediahuis de nieuwe eigenaar is geworden van NRC Media. De overnamesom lag tussen de 90 en 95 miljoen euro, waarvan Mediahuis ongeveer een derde betaalt, een derde wordt geleend bij ABN AMRO en verder betalen de Stichting Democratie en Media (SDM) en de investeringsmaatschappij van de Vereniging Veronica mee.
In december 2016 brachten Mediahuis en VP Exploitatie, de investeringsmaatschappij van de familie Van Puijenbroek, met 41,3% al grootaandeelhouder van Telegraaf Media Groep (TMG), een bod uit op alle aandelen van TMG. Ze boden daarvoor 5,25 euro per aandeel of 250 miljoen euro in totaal. Medio februari 2017 verhoogden Mediahuis en VP Exploitatie het bod naar 5,90 euro per aandeel.
Op 22 juni 2017 werd Mediahuis de controlerende aandeelhouder van TMG. In de daaropvolgende maanden bouwde de groep zijn belang verder uit en begin 2018 had het 99,5% van de aandelen in handen en werd de beursnotering van TMG beëindigd. De overname maakte Mediahuis een van de grootste mediaconcerns van de Benelux. In het tweede halfjaar 2017 verkocht Mediahuis de participaties van TMG in Keesing Mediagroep en Talpa Radio, omdat die niet tot de kernactiviteiten werden gerekend. Keesing Mediagroep werd ondergebracht in een samenwerkingsverband, waarin TMG wel nog een belang heeft van 30%.
Op 29 oktober 2020 werd bekend dat Mediahuis, via NRC Media, eigenaar is geworden van radiozender Sublime.
Op 30 november 2020 kreeg het toestemming om NDC mediagroep (NDC) over te nemen. NDC is uitgever van de Leeuwarder Courant, het Friesch Dagblad, het Dagblad van het Noorden en diverse regionale nieuwsbladen en huis-aan-huis bladen in Noord-Nederland. Er werken 600 mensen en Mediahuis heeft aangegeven dat de journalistiek en zelfstandigheid van de merken belangrijk is.
Mediahuis maakte op 3 april 2023 bekend alle aandelen van RadioCorp te hebben verworven en Radio Veronica over te nemen van Talpa Network. Hiermee kreeg het bedrijf, naast Radio Veronica, ook SLAM!, 100% NL en Sunlite in handen.

### Uitbreiding in België
Op 26 april 2017 kreeg Mediahuis van de Belgische mededingingsautoriteit de goedkeuring om een aantal activiteiten die voorheen nog bij Concentra dan wel Corelio zaten in de groep op te nemen. Dit ging concreet om Media Groep Limburg, huis-aan-huisbladengroep Rondom, regionale tv-zenders, de Vlaamse radiozender Nostalgie en participaties in Metro (België), De Vijver Media (de holding boven mediabedrijf SBS Belgium en productiehuis Woestijnvis), de Waalse radiozender Nostalgie (Zuid) en Flanders Classics.
Door de verschillende overnames verdubbelde de omzet in 2017 tot € 616 miljoen. Het aantal medewerkers kwam boven de 3200 uit en de totale verkoop op 1,4 miljoen kranten per dag. De nettowinst kwam uit op € 14,8 miljoen. In 2018 nam de omzet scherp toe en de winst verdubbelde. De groei kwam voor het overgrote deel uit Nederland mede door TMG dat voor het eerst een volledig jaar bijdroeg aan de resultaten. In België stonden de resultaten onder druk. De synergievoordelen raakten uitgeput en de tegenvallende advertentieverkopen en een forse stijging van de papier- en personeelskosten werkten ook niet mee.
In het najaar van 2018 lanceerden Mediahuis en SBS Belgium samen een nieuwe stadsradiozender in Vlaanderen onder de naam NRJ België. De zender is een joint venture, waarbij elke partner 50 procent van NRJ België in handen heeft.
In 2018 nam Telenet de aandelen van de twee andere aandeelhouders van De Vijver Media over. Mediahuis had tot dan 25% van het kapitaal van het bedrijf in handen. Ook in 2018 nam Mediahuis dan weer de uitgever Themamedia N.V. over. Themamedia is een uitgever van gratis bladen die via display of huis aan huis bedeeld worden, met titels zoals Themanieuws, Actueel, De Smaakgids, Themadeluxe, Zin in het Leven en tal van lokale bladen in het Hageland.

### Overname van Independent News & Media
Eind april 2019 deed Mediahuis een overnamebod op het Ierse mediaconcern Independent News & Media (INM). INM is eigenaar van de Irish Independent, het grootste dagblad van Ierland, maar ook van twee grootste zondagskranten, Sunday Independent en Sunday World, twee landelijke tabloids en 12 regionale weekbladen. De uitgeverij haalde in 2018 een omzet van € 191 miljoen. Mediahuis legde een bod neer van € 146 miljoen. De overname werd op 30 juli 2019 bekrachtigd door het Ierse Hooggerechtshof, na eerdere goedkeuringen door de Ierse mededingingsautoriteit, de aandeelhouders van INM en het Ierse ministerie van Communicatie. De overname werd op 1 augustus 2019 afgerond.

## Merken

### Mediahuis Aachen

#### Nieuwsmedia
Regionale titels (dagbladen):
- Aachener Zeitung

Regionale titels (weekbladen):
- Zeitung am Sonntag

#### Magazines
- Klenkes

#### Evenementen
- EUREGIO Wirtschaftsschau
- FutureMatch
- Geschmackvoll
- Immobilienmesse
- RegioHochzeit

### Mediahuis België

#### Nieuwsmedia
Landelijke titels (dagbladen):
- De Standaard
- Het Nieuwsblad

Regionale titels (dagbladen):
- Gazet van Antwerpen
- De Gentenaar
- Het Belang van Limburg

#### Magazines
- Billie

Weekeindbijlagen van De Standaard:
- De Standaard Magazine
- De Standaard Weekblad

#### Radiozenders
- NRJ
- Play Nostalgie

#### Televisiezenders
Regionale zenders:
- ATV
- ROBtv
- TVL
- TVO

#### Online
- Immoproxio.be
- Inmemoriam.be
- Jellow.be
- Jobat.be
- Made in
- Zabun.be
- Zimmo.be

#### Evenementen
- Flanders Classics (50%)

### Mediahuis Ierland

#### Nieuwsmedia
Landelijke titels (dagbladen):
- Belfast Telegraph
- Irish Independent
- The Herald

Landelijke titels (weekbladen):
- Sunday Independent
- Sunday Life
- Sunday World

Regionale titels (weekbladen):
- Bray People
- Drogheda Independent
- Enniscorthy Guardian
- Gorey Guardian
- New Ross Standard
- The Argus
- The Corckman
- The Kerryman
- The Sligo Champion
- Wexford People
- Wicklow People

#### Magazines
- Ireland's Own

#### Online
- CarsIreland.ie
- Cartell.ie
- ClickAndGo
- Farm Ireland
- Independent.ie
- NIcarfinder
- NIjobfinder
- PropertyNews.com
- RecruitNI

### Mediahuis Limburg

#### Nieuwsmedia
Regionale titels (dagbladen):
- De Limburger

Regionale titels (weekbladen):
- VIA

#### Magazines
- Ondernemen in Limburg
- UitTipsLimburg
- Voilà
- Werken in Limburg

#### Online
- Limburgvac.nl

### Mediahuis Luxemburg

#### Nieuwsmedia
Landelijke titels (dagbladen):
- Luxemburger Wort

Landelijke titels (weekbladen):
- Contacto

Landelijke titels (overig):
- Luxembourg Times
- Virgule

#### Magazines
- Auto Moto
- Télécran
- Tendances

#### Radiozenders
- Radio Latina

#### Online
- Jobfinder.lu
- Mycar.lu
- Wortimmo.lu

### Mediahuis Nederland
Nieuwsmedia
Landelijke titels (dagbladen):
- De Telegraaf

Landelijke titels (weekbladen):
- Privé

Regionale titels (dagbladen):
- De Gooi- en Eemlander
- Haarlems Dagblad
- IJmuider Courant
- Leidsch Dagblad
- Noordhollands Dagblad

Landelijke titels (overig):
- Metro

#### Magazines
- Autovisie
- VROUW

#### Radiozenders
- Nostalgie
- Radio Veronica[26][27]
- SLAM!
- Sublime
- Sunlite
- 100% NL

#### Online
- BEDROCK.nl
- Culy.nl
- Dumpert.nl
- Famme.nl
- GroupDeal.nl
- J/M Ouders.nl
- Manners.nl
- NSMBL.nl
- Speurders.nl
- WANT.nl

### Mediahuis Noord

#### Nieuwsmedia
Regionale titels (dagbladen):
- Dagblad van het Noorden
- Friesch Dagblad
- Leeuwarder Courant

Regionale titels (weekbladen):
- Asser Courant
- Balkster Courant
- Bolswards Nieuwsblad
- Coevorder Courant
- De Feanster
- De Krant van Midden-Drenthe
- De Noordoostpolder
- De Staphorster
- Drachtster Courant
- Eemsbode
- Emmer Courant
- FlevoPost
- Franeker Courant
- Groninger Gezinsbode
- Heerenveense Courant
- Hoogeveensche Courant
- HS-Krant
- Huis aan Huis Leeuwarden
- Jouster Courant
- Kanaalstreek
- Meppeler Courant
- Nieuwe Dockumer Courant
- Nieuwe Ooststellingwerver
- Nieuwsblad Noordoost-Friesland
- Noorderkrant
- Roder Journaal
- Sneeker Nieuwsblad
- Steenwijker Courant
- Stellingwerf
- Veendammer
- Westerkwartier
- Westervelder Wolder Courant

#### Online
- Familieberichten.nl
- Mensenlinq.nl
- Sikkom.nl

#### Evenementen
- MHLive
- Uitservice
- VanPlan

### Mediahuis NRC

#### Nieuwsmedia
Landelijke titels (dagbladen):
- NRC

## Aandeelhouders
Mediahuis werd in 2013 door Concentra en Corelio (Mediahuis Partners) opgericht. Aanvankelijk waren zij ten belope van respectievelijk 38% en 62% eigenaar van de nieuwe mediagroep.
In 2015 kocht Mediacore, de belangrijkste aandeelhouder van Corelio, het belang van 13,9% van het Krantenfonds in Corelio.
In 2016 volgde de instap van VP Capital van de Nederlandse familie van Puijenbroek (grootaandeelhouder van de Telegraaf Media Groep) in Mediahuis.
Sindsdien is de aandeelhoudersstructuur als volgt:
- Corelio (50,57%), officieel Mediahuis Partners
  - Mediacore (53,45%)
    - Tradicor (50,1%), familie Leysen (o.a. Thomas Leysen)
    - Sofinim (49,9%), investeringsgroep van de holding Ackermans & van Haaren

  - Cecan (19,96%), vennootschap van de familie Vlerick
  - De Eik (15,08%), investeringsmaatschappij van de familie Van Waeyenberge (o.a. Piet Van Waeyenberge)
  - Vedesta (6,53%), investeringsmaatschappij van de familie Van de Steen
  - Midelco (4,73%)
  - Overige (0,25%)
- Concentra (32,31%)
  - Stichting De Zeven Eycken (90,05%), stichting administratiekantoor van de familie Baert
  - Katholiek Impuls- en Mediafonds (8,68%)
  - Eigen aandelen (1,27%)
- VP Capital (16,27%), investeringsvehikel van de familie van de familie van Puijenbroek
- Overige (0,85%)